# De Groene Molen
De Groene Molen in Joure werd omstreeks het jaar 1800 gebouwd. Het molentype is een spinnenkopmolen op stelling, de enige in Friesland. De functie is poldermolen. Eigenaar is de gemeente De Friese Meren.
De molen is nog niet maalvaardig op windkracht, maar een dieselmotor uit 1937 kan het werk nog prima aan. De vijzel waarmee de Groene Molen de polder bemaalt, zal in de loop van 2010 weer worden geplaatst. Deze zal dan zowel door de dieselmotor als door de windmolen aangedreven kunnen worden.
De kap van de molen is groen, wat deze molen zijn naam bezorgde. In 2007 liep de molen stormschade op; eind juni 2008 stelde de Rijksdienst voor Archeologie, Cultuurlandschap en Monumenten 108.014 euro beschikbaar voor een restauratie van De Groene Molen.
In maart 2010 was de molen weer draaivaardig. In de loop van 2010 zal hij weer maalvaardig hersteld zijn.

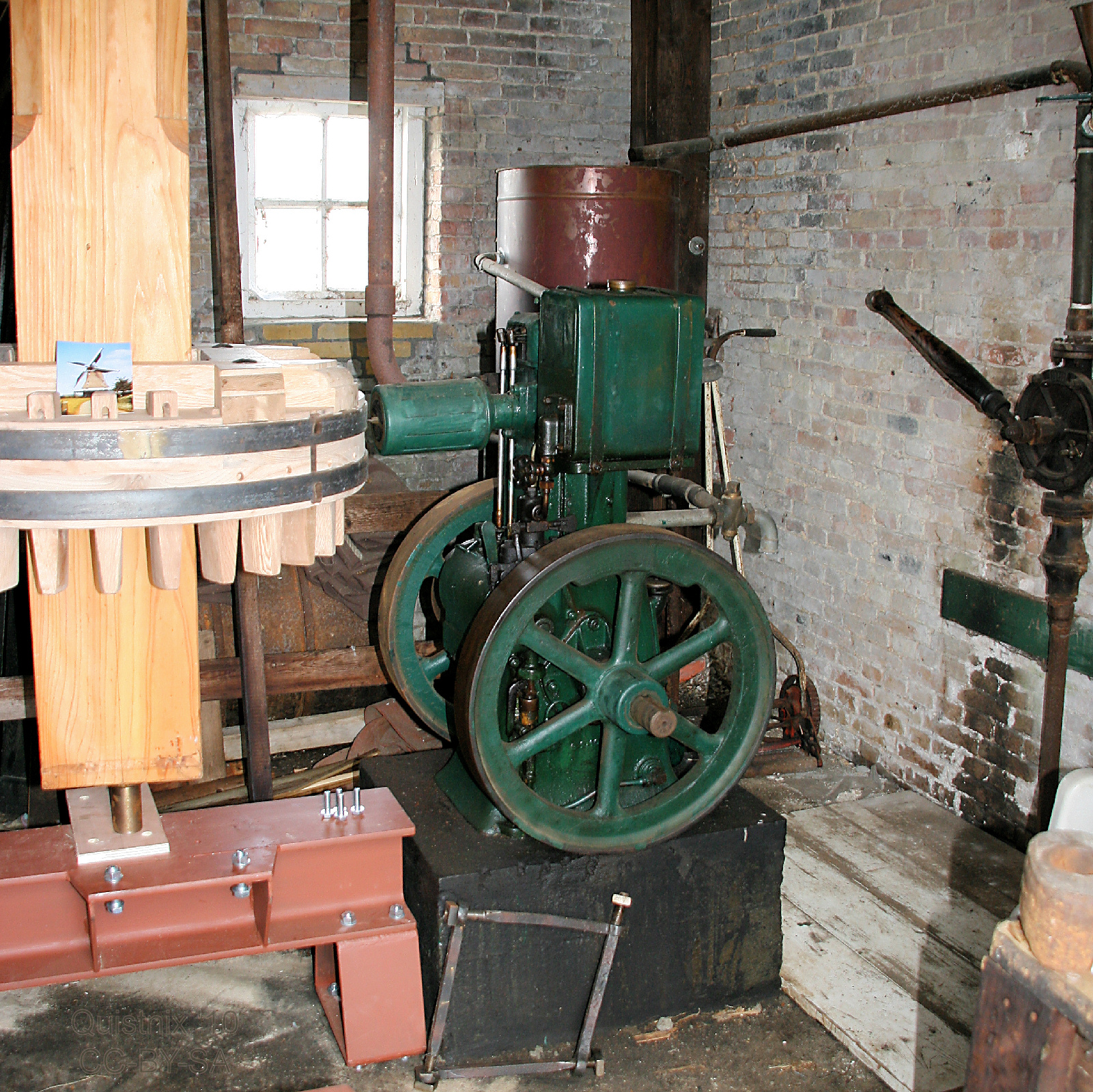
dieselmotor